# Sabicas
Sabicas de son vrai nom Agustín Castellón Campos, est un compositeur et guitariste de flamenco espagnol, né le 16 mars 1912 à Pampelune et mort le 14 avril 1990 à New York. Il est considéré comme l’un des maîtres de la guitare flamenca.

## Biographie

### Début
A Pampelune, il commence à jouer de la guitare à l'âge de quatre ans quand son oncle lui apprend deux accords, il passe alors toute la nuit sans dormir à pratiquer la guitare.
A l’âge de 10 ans, il est découvert par Manuel Bonet dans le Madrid de "Los Gabrieles" et "Villa Rosa", faisant alors grande sensation dans la capitale. Son style original s'inspire de Ramón Montoya et de son ami Manolo de Huelva. Il accompagne de grands chanteurs de l'époque.

### L'exil
Il quitte l'Espagne en 1936 pendant la guerre civile espagnole et reste en exil en Amérique du Sud où il fait des tournées avec la danseuse Carmen Amaya. Les deux font plusieurs voyages ensemble et il s’établit plus tard, en 1955, à New York, où il rencontre de célèbres musiciens de jazz, comme Miles Davis, Ben E. King ou Gill Evans. Son œuvre n'est connue de l'Espagne qu'à partir de 1960. Ce n’est qu’en 1967 qu’il retourne dans son pays natal, l'Espagne, voyage au cours duquel il reçoit, à Malaga la médaille d'or de la IV Semana de Estudios Flamencos.
A New York, il se lie d’amitié avec Mario Escudero avec qui il enregistre de nombreux titres et encourage Paco de Lucía, qu’il a également inspiré, à développer son propre jeu.
Le 10 juin 1989, il se produit au Carnegie Hall de New York où un dernier hommage lui est rendu. Il y décède l'année suivante à l’âge de 78 ans. Comme un testament artistique, le maître dévoila cette pensée : "ceci est l'unique conseil que vous donne l'oncle Sabicas, il n'y a jamais eu de mauvais guitaristes, vous êtes tous de bons guitaristes. Je ne vous demande qu'une seule chose, la seule chose que vous implore votre oncle Sabicas est que, ce que vous faites, vous le fassiez du mieux possible."

## Style
Sabicas, remporte plusieurs disques d'or, et joue un rôle important dans l'introduction du flamenco en dehors de l'Espagne et notamment dans d’autres pays hispanophones.
Sabicas marque un tournant dans la guitare flamenca et y introduit de nouvelles techniques de jeu.

## Discographie
Sa discographie comporte plus de 40 albums, dont (liste non exhaustive) :
- Flamenco on fire
- Fiesta flamenca
- Queen of the gypsies (avec Carmen Amaya)
- ¡Flamenco! (avec Carmen Amaya, 1972)
- Flamenco puro (1961)
- Flamenco styles on two guitars (avec Mario Escudero)
- The fantastic guitars of Sabicas and Escudero
- Recital de guitarra flamenca (vol. 1,2,3)
- Fantastic guitars (avec Mario Escudero)
- From the Pampas to the Rio Grande (avec Mario Escudero)
- Festival gitana (avec Los Trianeros)
- Sabicas, Volúmenes 1-3
- El rey del flamenco
- Soul of flamenco
- Flamenco reflections (EP)
- Rock encounter (avec Joe Beck)
- Flamenco fantasy
- Flaming flamenco guitar
- Flamenco virtuoso
- Nueva York / Granada (avec Enrique Morente) (1990)
- Sixteen immortal performances
- Solo flamenco
- El duende de la guitarra flamenca
- The art of the guitar
- Tres guitarras tiene Sabicas
- Flamenco histórico

## Anecdotes
Sa ville natale de Pampelune lui dédia les fameuses fêtes de San Fermin en 1982.